# Eloi Amagat Arimany
Eloi Amagat Arimany, esportivament conegut com a Eloi (Girona, Gironès, 21 de maig de 1985) és un ex-futbolista professional català que es va retirar l'estiu del 2023. Va jugar com a migcampista i el seu darrer equip fou la Unió Esportiva Olot.

## Trajectòria esportiva
Format a la Penya Bons Aires de la seva Girona natal i al Vilobí Club de Futbol, el 2004 va fitxar pel Girona FC, que el va cedir al FC Palafrugell i posteriorment al CF Gavà. La temporada 2007/08 va formar part de la plantilla del Girona FC que va aconseguir l'ascens a Segona Divisió, encara que la següent campanya va ser novament cedit, en aquesta ocasió al Lorca Deportiva Club de Fútbol. Finalitzat el curs 2008/09 va tornar a Girona, però es va veure apartat de l'equip pel tècnic, Cristóbal Parralo. Finalment, va rescindir el seu contracte amb l'equip gironí i va fitxar per la UE Llagostera, de Tercera civisió, poques setmanes després d'iniciar la temporada 2009/10. La temporada 2012/13 el Girona FC torna a contractar-lo. El 16 de febrer de 2018 debuta a primera divisió, convertint-se en un dels pocs jugadors de Primera que han pujat amb el seu equip diverses categories inferiors (Tercera, Segona B i Segona A).

### New York City
El 25 de juliol de 2018, Eloi va marxar a l'estranger, en signar un contracte amb el New York City FC de la Major League Soccer. Va debutar amb el seu nou equip el 23 d'agost, en el derbi contra els New York Red Bulls (1-1), en un partit en què acabà expulsat.